# اچ‌ام‌اس کستر (۱۸۳۲)
اچ‌ام‌اس کستر (۱۸۳۲) (به انگلیسی: HMS Castor (1832)) یک کشتی بود که طول آن ۱۵۹ فوت (۴۸ متر) بود. این کشتی در سال ۱۸۳۲ ساخته شد.